# Felicitas Zürcher
Felicitas Zürcher (geboren 1973 in der Schweiz) ist eine Schweizer Dramaturgin.

## Leben
Zürcher studierte Germanistik, Philosophie und Sozial- und Wirtschaftsgeschichte an der Universität Zürich und der Humboldt-Universität Berlin. In Zürich war sie Regieassistentin am Theater am Neumarkt und nach dem Studium Beraterin in einer PR-Agentur. 2001 bis 2003 war sie Regieassistentin an Maxim Gorki Theater in Berlin und wurde 2004 Schauspiel- und Tanzdramaturgin am Stadttheater Bern. 2006 bis 2009 war sie Dramaturgin am Deutschen Theater Berlin unter Bernd Wilms und Oliver Reese. 2009 bis 2016 arbeitete sie am Staatsschauspiel Dresden unter Intendant Wilfried Schulz und war außerdem von 2011 bis 2016 Leiterin des Schauspielstudios Dresden der Hochschule für Musik und Theater Leipzig. Seit 2016 hat sie einen Lehrauftrag an der Folkwang Universität der Künste.
Auf die Spielzeit 2016/17 wechselte Zürcher als Leitende Dramaturgin am Düsseldorfer Schauspielhaus. Ab der Spielzeit 2021/2022 ist sie Chefdramaturgin am Stadttheater Bern.